# Welcome to the Real World
Welcome to the Real World ist das zweite Studioalbum von Mr. Mister, das im November 1985 erschien. Es war das einzige Album der Gruppe, das kommerziell erfolgreich war.

## Entstehung
Alle Songs auf diesem Album wurden von der Band und Richard Pages Cousin John Lang geschrieben, zum Teil unter Beteiligung anderer Bandmitglieder. Page hatte Angebote abgelehnt, bei Toto und Chicago mitzuspielen. Die erste Singleauskopplung Broken Wings kam im September 1985 heraus und wurde erst nach einigen Monaten zu einem internationalen Hit, sie erreichte Platz 1 in den USA.
Broken Wings folgte Ende 1985 der Song Kyrie als zweite Auskopplung. Auch er wurde zu einem Erfolg, mit dem Mr. Mister erneut einen Nummer-1-Hit in den US-Charts hatten. Zu dieser Zeit gelangte auch das Album an die Spitze der US-Charts.
Im Herbst 1985 tourte die Band zusammen mit Tina Turner, für die der Song Stand and Deliver geschrieben wurde; dieser erschien aber schließlich auf dem dritten Album Go On…, das die Band selbst als „some of the best stuff we ever did“ bezeichnete; an den Erfolg des Vorgängers konnte es jedoch nicht anknüpfen.

## Rezeption
Auf allmusic.com wurde die Musik auf dem Album als Genesis-ähnlicher Pop mit „wirbelnden Keyboard-Texturen, etwas spirituellen Texten und polierter Studio-Zauberei“ bezeichnet. Vier von fünf Sternen wurden als Bewertung vergeben.

## Titelliste
1. Black/White – 4:18
2. Uniform of Youth – 4:26
3. Don’t Slow Down – 4:30
4. Run to Her – 3:37
5. Into My Own Hands – 5:12
6. Is It Love – 3:34
7. Kyrie – 4:26
8. Broken Wings – 5:46
9. Tangent Tears – 3:20
10. Welcome to the Real World – 4:19

## Charts

### Album
| Jahr | Titel                     | Höchstplatzierung, Gesamtwochen, AuszeichnungChartplatzierungen (Jahr, Titel, Platzierungen, Wochen, Auszeichnungen, Anmerkungen) | Höchstplatzierung, Gesamtwochen, AuszeichnungChartplatzierungen (Jahr, Titel, Platzierungen, Wochen, Auszeichnungen, Anmerkungen) | Höchstplatzierung, Gesamtwochen, AuszeichnungChartplatzierungen (Jahr, Titel, Platzierungen, Wochen, Auszeichnungen, Anmerkungen) | Höchstplatzierung, Gesamtwochen, AuszeichnungChartplatzierungen (Jahr, Titel, Platzierungen, Wochen, Auszeichnungen, Anmerkungen) | Höchstplatzierung, Gesamtwochen, AuszeichnungChartplatzierungen (Jahr, Titel, Platzierungen, Wochen, Auszeichnungen, Anmerkungen) | Anmerkungen |
| Jahr | Titel                     | DE | AT | CH | UK | US | Anmerkungen |
| ---- | ------------------------- | --- | --- | --- | --- | --- | ----------- |
| 1985 | Welcome to the Real World | DE8 (25 Wo.)DE | AT12 (8 Wo.)AT | CH10 (18 Wo.)CH | UK6 Gold · (24 Wo.)UK | US1 Platin · (58 Wo.)US |             |

### Singles
| Jahr | Titel        | Höchstplatzierung, Gesamtwochen, AuszeichnungChartplatzierungen (Jahr, Titel, , Platzierungen, Wochen, Auszeichnungen, Anmerkungen) | Höchstplatzierung, Gesamtwochen, AuszeichnungChartplatzierungen (Jahr, Titel, , Platzierungen, Wochen, Auszeichnungen, Anmerkungen) | Höchstplatzierung, Gesamtwochen, AuszeichnungChartplatzierungen (Jahr, Titel, , Platzierungen, Wochen, Auszeichnungen, Anmerkungen) | Höchstplatzierung, Gesamtwochen, AuszeichnungChartplatzierungen (Jahr, Titel, , Platzierungen, Wochen, Auszeichnungen, Anmerkungen) | Höchstplatzierung, Gesamtwochen, AuszeichnungChartplatzierungen (Jahr, Titel, , Platzierungen, Wochen, Auszeichnungen, Anmerkungen) | Anmerkungen |
| Jahr | Titel        | DE | AT | CH | UK | US | Anmerkungen |
| ---- | ------------ | --- | --- | --- | --- | --- | ----------- |
| 1985 | Broken Wings | DE8 (17 Wo.)DE | AT17 (12 Wo.)AT | CH4 (10 Wo.)CH | UK4 (13 Wo.)UK | US1 (22 Wo.)US |             |
| 1985 | Kyrie        | DE7 (15 Wo.)DE | AT5 (10 Wo.)AT | CH3 (10 Wo.)CH | UK11 (9 Wo.)UK | US1 (20 Wo.)US |             |
| 1986 | Is It Love?  | DE42 (9 Wo.)DE | — | — | UK87 (1 Wo.)UK | US8 (17 Wo.)US |             |